# Paranotoreas ferox
Paranotoreas ferox är en fjärilsart som först beskrevs av Butler 1877.  Paranotoreas ferox ingår i släktet Paranotoreas och familjen mätare. Inga underarter finns listade i Catalogue of Life.